# 巴爾萬角
64°47′13″S 60°41′46″W / 64.78694°S 60.69611°W

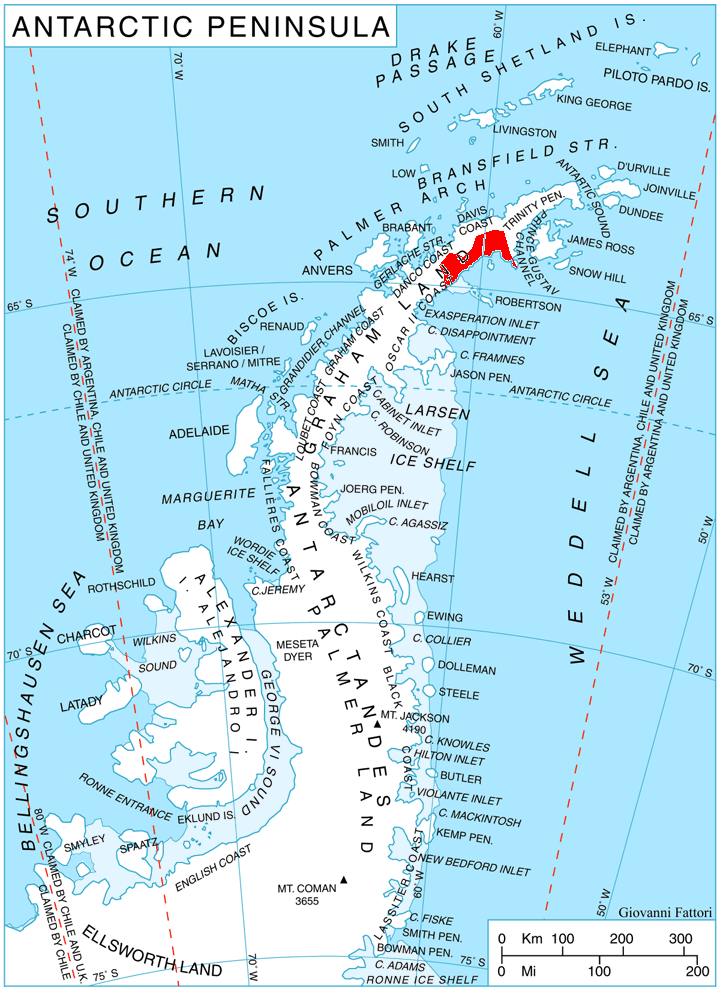

巴爾萬角是南極洲的海岬，位於葛拉漢地，是索拉里灣入口處的北面，處於佩德森冰原島峰以北4.35公里、費爾韋瑟角東北面33.7公里和森蒂內爾冰原島峰東南面2.7公里，以保加利亞的北部鄉鎮命名。

## 外部連結
- Balvan Point. （页面存档备份，存于） SCAR Composite Antarctic Gazetteer.